# Treron oxyurus
Treron oxyurus là một loài chim trong họ Columbidae.